# Lijst van voetbalinterlands Nederland - Polen (mannen)
Deze lijst van voetbalinterlands is een overzicht van alle officiële voetbalwedstrijden tussen de nationale teams van Nederland en Polen. De landen hebben tot op heden twintig keer tegen elkaar gespeeld. De eerste ontmoeting, een vriendschappelijke wedstrijd, vond plaats in Warschau op 1 mei 1968. De laatste confrontatie, een groepswedstrijd tijdens het Europees kampioenschap voetbal 2024, werd op 16 juni 2024 gespeeld in Hamburg (Duitsland).

## Wedstrijden
| №  | № Int. NL | Plaats    | Datum             | Competitie                  | Wedstrijd         | Uitslag |
| -- | --------- | --------- | ----------------- | --------------------------- | ----------------- | ------- |
| 1  | 299       | Warschau  | 1 mei 1968        | Vriendschappelijk           | Polen – Nederland | 0 – 0   |
| 2  | 306       | Rotterdam | 7 mei 1969        | WK 1970 kwalificatie        | Nederland – Polen | 1 – 0   |
| 3  | 307       | Chorzów   | 7 september 1969  | WK 1970 kwalificatie        | Polen – Nederland | 2 – 1   |
| 4  | 330       | Rotterdam | 10 oktober 1973   | Vriendschappelijk           | Nederland – Polen | 1 – 1   |
| 5  | 350       | Chorzów   | 10 september 1975 | EK 1976 kwalificatie        | Polen – Nederland | 4 – 1   |
| 6  | 351       | Amsterdam | 15 oktober 1975   | EK 1976 kwalificatie        | Nederland – Polen | 3 – 0   |
| 7  | 381       | Chorzów   | 2 mei 1979        | EK 1980 kwalificatie        | Polen – Nederland | 2 – 0   |
| 8  | 385       | Amsterdam | 17 oktober 1979   | EK 1980 kwalificatie        | Nederland – Polen | 1 – 1   |
| 9  | 433       | Amsterdam | 19 november 1986  | EK 1988 kwalificatie        | Nederland – Polen | 0 – 0   |
| 10 | 439       | Zabrze    | 14 oktober 1987   | EK 1988 kwalificatie        | Polen – Nederland | 0 – 2   |
| 11 | 477       | Eindhoven | 11 september 1991 | Vriendschappelijk           | Nederland – Polen | 1 – 1   |
| 12 | 491       | Rotterdam | 14 oktober 1992   | WK 1994 kwalificatie        | Nederland – Polen | 2 – 2   |
| 13 | 499       | Poznań    | 17 november 1993  | WK 1994 kwalificatie        | Polen – Nederland | 1 – 3   |
| 14 | 570       | Lausanne  | 4 juni 2000       | Vriendschappelijk           | Nederland – Polen | 3 – 1   |
| 15 | 770       | Gdańsk    | 1 juni 2016       | Vriendschappelijk           | Polen – Nederland | 1 – 2   |
| 16 | 809       | Amsterdam | 4 september 2020  | UEFA Nations League 2020/21 | Nederland – Polen | 1 – 0   |
| 17 | 816       | Chorzów   | 18 november 2020  | UEFA Nations League 2020/21 | Polen – Nederland | 1 − 2   |
| 18 | 837       | Rotterdam | 11 juni 2022      | UEFA Nations League 2022/23 | Nederland – Polen | 2 – 2   |
| 19 | 839       | Warschau  | 22 september 2022 | UEFA Nations League 2022/23 | Polen – Nederland | 0 – 2   |
| 20 | 860       | Hamburg   | 16 juni 2024      | EK 2024                     | Polen − Nederland | 1 − 2   |

## Samenvatting
| Competitie          | Totaal gespeeld | Winst Nederland | Gelijk | Winst Polen | Doelsaldo Nederland – Polen |
| ------------------- | --------------- | --------------- | ------ | ----------- | --------------------------- |
| WK-kwalificatie     | 4               | 2               | 1      | 1           | 7 − 5                       |
| EK-eindronde        | 1               | 1               | 0      | 0           | 2 − 1                       |
| EK-kwalificatie     | 6               | 2               | 2      | 2           | 7 − 7                       |
| UEFA Nations League | 4               | 3               | 1      | 0           | 7 − 3                       |
| Vriendschappelijk   | 5               | 2               | 3      | 0           | 7 − 4                       |
| Totaal              | 20              | 10              | 7      | 3           | 30 − 20                     |

Wedstrijden bepaald door strafschoppen worden, in lijn met de FIFA, als een gelijkspel gerekend.

## Details

### Twaalfde ontmoeting
| WK 1994 kwalificatie (Rotterdam, Nederland, 14 oktober 1992): |       |                                            |
| Nederland                                                     | 2 – 2 | Polen                                      |
| Peter van Vossen 42' Peter van Vossen 48'                     | goals | 19' Marek Koźmiński 21' Wojciech Kowalczyk |

### Dertiende ontmoeting
| WK 1994 kwalificatie (Poznań, Polen, 17 november 1993): |       |                                                            |
| Polen                                                   | 1 – 3 | Nederland                                                  |
| Marek Leśniak 14'                                       | goals | 10' Dennis Bergkamp 56' Dennis Bergkamp 88' Ronald de Boer |

### Veertiende ontmoeting
| Vriendschappelijk (Lausanne, Zwitserland, 4 juni 2000):     |       |                        |
| Nederland                                                   | 3 – 1 | Polen                  |
| Frank de Boer 29' Patrick Kluivert 56' Patrick Kluivert 61' | goals | 38' Paweł Kryszałowicz |

### Vijftiende ontmoeting
| Vriendschappelijk (Gdańsk, Polen, 1 juni 2016): |       |                                             |
| Polen                                           | 1 – 2 | Nederland                                   |
| Artur Jędrzejczyk 60'                           | goals | 33' Vincent Janssen 76' Georginio Wijnaldum |

### Zestiende ontmoeting
| UEFA Nations League 2020/21 (Amsterdam, Nederland, 4 september 2020): |       |       |
| Nederland                                                             | 1 – 0 | Polen |
| Steven Bergwijn 62'                                                   | goals |       |
| - Eerste interlanddoelpunt van Steven Bergwijn voor Nederland.        |       |       |

### Zeventiende ontmoeting
| UEFA Nations League 2020/21 (Chorzów, Polen, 18 november 2020): |       |                                                  |
| Polen                                                           | 1 – 2 | Nederland                                        |
| Kamil Jóźwiak 6'                                                | goals | 77' (pen.) Memphis Depay 84' Georginio Wijnaldum |

KNVB ·
A-internationals ·
Bondscoaches (m) ·
Topscorers ·
Nederlands vrouwenelftal ·
Bondscoaches (v) ·
Nederland B ·
Olympisch elftal ·
Jong Oranje ·
Nederland –20 ·
Nederland –19 ·
Nederland –18 ·
Nederland –17 ·
Nederland –16 ·
Nederland –15 ·
Nederlands amateurelftal ·
Nederlands zaterdagelftal ·
Jong OranjeLeeuwinnen ·
Vrouwen –20 ·
Vrouwen –19 ·
Vrouwen –18 ·
Vrouwen –17 ·
Vrouwen –16 ·
Vrouwen –15 ·
Militair mannenelftal ·
Militair vrouwenelftal ·
Strandteam ·
Vrouwen Strandteam ·
Futsalteam ·
Vrouwen Futsalteam

EK-wedstrijden ·
WK-wedstrijden ·
Resultaten kwalificaties en eindronden ·
Nederland B-wedstrijden ·
Officieuze wedstrijden ·
EK-wedstrijden vrouwen ·
WK-wedstrijden vrouwen ·
Resultaten vrouwen kwalificaties en eindronden
1905 – 1919 ·
1920 – 1929 ·
1930 – 1939 ·
1940 – 1949 ·
1950 – 1959 ·
1960 – 1969 ·
1970 – 1979 ·
1980 – 1989 ·
1990 – 1999 ·
2000 – 2009 ·
2010 – 2019 ·
2020 – 2029
2015 ·
2016 ·
2017 ·
2018 ·
2019 ·
2020 ·
2021 · 
2022
EK's: 1976 · 
1980 · 
1988 · 
1992 · 
1996 · 
2000 · 
2004 · 
2008 · 
2012 · 
2020 · 
2024
WK's: 1934 · 
1938 · 
1974 · 
1978 · 
1990 · 
1994 · 
1998 · 
2006 · 
2010 · 
2014 · 
2022
OS: 1908 ·
1912 ·
1920 ·
1924 ·
1928 ·
1948 ·
1952 ·
2008
Albanië ·
Andorra ·
Argentinië ·
Armenië ·
Australië ·
België ·
Bosnië en Herzegovina ·
Brazilië ·
Bulgarije ·
Canada ·
Chili ·
China ·
Colombia ·
Costa Rica ·
Curaçao ·
Cyprus ·
DDR ·
Denemarken ·
Duitsland ·
Ecuador ·
Egypte ·
Engeland ·
Estland ·
Faeröer ·
Finland ·
Frankrijk ·
GOS · 
Georgië ·
Ghana ·
Gibraltar ·
Griekenland ·
Hongarije ·
Ierland ·
IJsland ·
Indonesië ·
Iran ·
Israël ·
Italië ·
Ivoorkust ·
Japan ·
Joegoslavië ·
Kameroen ·
Kazachstan ·
Kroatië ·
Letland ·
Liechtenstein ·
Luxemburg ·
Malta ·
Marokko ·
Mexico ·
Moldavië ·
Montenegro ·
Nederlandse Antillen ·
Nigeria ·
Noord-Ierland ·
Noord-Macedonië ·
Noorwegen ·
Oekraïne ·
Oostenrijk ·
Paraguay ·
Peru ·
Polen ·
Portugal ·
Qatar ·
Roemenië ·
Rusland ·
Saarland ·
San Marino ·
Saoedi-Arabië ·
Schotland ·
Senegal ·
Servië en Montenegro ·
Slovenië ·
Slowakije ·
Sovjet-Unie ·
Spanje ·
Suriname ·
Thailand ·
Tsjechië ·
Tsjecho-Slowakije ·
Tunesië ·
Turkije ·
Uruguay ·
Verenigd Koninkrijk ·
Verenigde Staten ·
Wales ·
Wit-Rusland ·
Zuid-Afrika ·
Zuid-Korea ·
Zweden ·
Zwitserland
Argentinië (1978) ·
Argentinië (2006) ·
Argentinië (2014) ·
Argentinië (2022) ·
Australië (2014) ·
Brazilië (2014) ·
Chili (2014) · 
Costa Rica (2014) ·
Denemarken (2010) ·
Denemarken (2012) ·
Duitsland (2012) · 
Ecuador (2022) · 
Frankrijk (2008) ·
Italië (2008) ·
Ivoorkust (2006) ·
Japan (2010) ·
Kameroen (2010) ·
Mexico (2014) · 
Noord-Macedonië (2021) · 
Oekraïne (2021) · 
Oostenrijk (2021) · 
Portugal (2006) ·
Portugal (2012) ·
Portugal (2019) ·
Qatar (2022) ·
Roemenië (2008) ·
Rusland (2008) ·
San Marino (2011) ·
Senegal (2022) ·
Servië en Montenegro (2006) ·
Sovjet-Unie (1988) ·
Spanje (2010) ·
Spanje (2014) ·
Tsjechië (2021) · 
Uruguay (2010) ·
Verenigde Staten (2022) · 
West-Duitsland (1974)
Poolse voetbalbond · A-internationals · Selecties · Statistieken · Pools vrouwenelftal · Olympisch elftal · Polen U21 · Polen U20 · Polen U19 · Polen U18 · Polen U17 · Polen U16
1921 – 1929 ·
1930 – 1939 ·
1940 – 1949 ·
1950 – 1959 ·
1960 – 1969 ·
1970 – 1979 ·
1980 – 1989 ·
1990 – 1999 ·
2000 – 2009 ·
2010 – 2019 ·
2020 – 2029
EK 2008 · 
EK 2012 · 
EK 2016 · 
EK 2020
WK 1938 ·
WK 1974 ·
WK 1978 ·
WK 1982 ·
WK 1986 ·
WK 2002 ·
WK 2006 ·
WK 2018
OS 1924 ·
OS 1936 ·
OS 1972 ·
OS 1976 ·
OS 1992
1921 · 
1922 · 
1923 · 
1924 · 
1925 · 
1926 · 
1927 · 
1928 · 
1929 · 
1930 · 
1931 · 
1932 · 
1933 · 
1934 · 
1935 · 
1936 · 
1937 · 
1938 · 
1939 · 
1940–1946 · 
1947 · 
1948 · 
1949 · 
1950 · 
1951 · 
1952 · 
1953 · 
1954 · 
1955 · 
1956 · 
1957 · 
1958 · 
1959 · 
1960 · 
1961 · 
1962 · 
1963 · 
1964 · 
1965 · 
1966 · 
1967 · 
1968 · 
1969 · 
1970 · 
1971 · 
1972 · 
1973 · 
1974 · 
1975 · 
1976 · 
1977 · 
1978 · 
1979 · 
1980 · 
1981 · 
1982 · 
1983 · 
1984 · 
1985 · 
1986 · 
1987 · 
1988 · 
1989 · 
1990 · 
1991 · 
1992 · 
1993 · 
1994 · 
1995 · 
1996 · 
1997 · 
1998 · 
1999 · 
2000 · 
2001 · 
2002 · 
2003 · 
2004 · 
2005 · 
2006 · 
2007 · 
2008 · 
2009 · 
2010 · 
2011 · 
2012 · 
2013 · 
2014 ·
2015 ·
2016 ·
2017 ·
2018 ·
2019 ·
2020 ·
2021
Albanië ·
Algerije ·
Andorra ·
Argentinië ·
Armenië ·
Australië ·
Azerbeidzjan ·
België ·
Bolivia ·
Bosnië en Herzegovina ·
Brazilië ·
Bulgarije ·
Canada ·
Chili ·
China ·
Colombia ·
Costa Rica ·
Cyprus ·
DDR ·
Denemarken ·
Duitsland ·
Ecuador ·
Egypte ·
Engeland ·
Estland ·
Faeröer · 
Finland ·
Frankrijk ·
Georgië ·
Gibraltar ·
Griekenland ·
Guatemala ·
Haïti ·
Hongarije ·
Ierland ·
India ·
Irak ·
Iran ·
Israël ·
Italië ·
Ivoorkust ·
IJsland ·
Japan ·
Joegoslavië ·
Kameroen ·
Kazachstan ·
Koeweit ·
Kroatië ·
Letland ·
Libië ·
Liechtenstein ·
Litouwen ·
Luxemburg ·
Marokko ·
Malta ·
Mexico ·
Moldavië ·
Montenegro ·
Nederland ·
Nieuw-Zeeland ·
Nigeria ·
Noord-Ierland ·
Noord-Korea ·
Noord-Macedonië ·
Noorwegen ·
Oekraïne ·
Oostenrijk ·
Peru ·
Portugal ·
Roemenië ·
Rusland ·
San Marino ·
Saoedi-Arabië · 
Schotland ·
Senegal ·
Servië ·
Servië en Montenegro · 
Singapore ·
Slovenië ·
Slowakije ·
Sovjet-Unie ·
Spanje ·
Thailand · 
Tsjechië ·
Tsjecho-Slowakije ·
Tunesië ·
Turkije ·
Uruguay ·
Verenigde Arabische Emiraten ·
Verenigde Staten ·
Wales ·
Wit-Rusland ·
Zuid-Afrika ·
Zuid-Korea ·
Zweden ·
Zwitserland
België (1982) ·
Colombia (2018) ·
Costa Rica (2006) ·
Duitsland (2006) ·
Duitsland (2008) ·
Duitsland (2016) ·
Ecuador (2006) ·
Frankrijk (1982) ·
Frankrijk (2022) ·
Griekenland (2012) ·
Italië (1982, 1) ·
Italië (1982, 2) ·
Japan (2018) ·
Kameroen (1982) ·
Kroatië (2008) ·
Noord-Ierland (2016) ·
Oostenrijk (2008) ·
Peru (1982) ·
Rusland (2012) ·
Senegal (2018) ·
Slowakije (2021) ·
Sovjet-Unie (1982) ·
Spanje (2021) ·
Tsjechië (2012) ·
Zweden (2021)